# Prvenstvo Hrvatske u inline hokeju 2012.
Prvenstvo Hrvatske u inline hokeju za 2012. je peti put zaredom osvojila Kuna iz Zagreba. Prvenstvo je igrano od 14. travnja do 1. srpnja.

## Ljestvice i rezultati

### A liga
| mj | klub                | ut | pob | OT/PS | por | gol+ | gol- | bod |
| -- | ------------------- | -- | --- | ----- | --- | ---- | ---- | --- |
| 1. | Kuna (Zagreb)       | 14 | 14  | 0     | 0   | 176  | 52   | 45  |
| 2. | Kuna II (Zagreb)    | 14 | 11  | 0     | 3   | 107  | 49   | 32  |
| 3. | Jazavci (Zagreb)    | 14 | 10  | 0     | 4   | 120  | 94   | 30  |
| 4. | Karlovac (Karlovac) | 14 | 7   | 1     | 6   | 122  | 83   | 22  |
| 5. | Ježevi (Zagreb)     | 14 | 7   | 0     | 7   | 98   | 84   | 21  |
| 6. | Amater (Zagreb)     | 14 | 3   | 0     | 11  | 48   | 108  | 9   |
| 7. | Sisak (Sisak)       | 14 | 2   | 0     | 12  | 51   | 150  | 6   |
| 8. | Snoopy (Zagreb)     | 14 | 2   | 0     | 12  | 50   | 152  | 6   |

#### Doigravanje
| klub1           | rez.              | klub2         |
| poluzavršnica   | poluzavršnica     | poluzavršnica |
| --------------- | ----------------- | ------------- |
| Kuna II         | 6:7, 5:4 OT, 4:10 | Jazavci       |
| Kuna            | 13:6, 9:2         | Karlovac      |
|                 |                   |               |
| za treće mjesto |                   |               |
| Kuna II         | 6:2, 4:5, 6:7     | Karlovac      |
|                 |                   |               |
| za prvaka       |                   |               |
| Kuna            | 6:8, 5:4 OT, 10:8 | Jazavci       |

### Doigravanje za A ligu
| klub1  | rez. | klub2 |
| ------ | ---- | ----- |
| Snoopy | 1:4  | Pula  |

### B liga
| mj | klub                      | ut | pob | OT/PS | por | gol+ | gol- | bod |
| -- | ------------------------- | -- | --- | ----- | --- | ---- | ---- | --- |
| 1. | Vukovi (Zagreb)           | 18 | 16  | 1     | 1   | 109  | 30   | 48  |
| 2. | Mamuti (Zagreb)           | 18 | 15  | 0     | 3   | 113  | 41   | 44  |
| 3. | Okej THD (Slavonski Brod) | 18 | 11  | 0     | 7   | 74   | 53   | 32  |
| 4. | Pula (Pula)               | 18 | 8   | 2     | 8   | 66   | 81   | 26  |
| 5. | Drvene noge (Zagreb)      | 18 | 8   | 0     | 10  | 60   | 73   | 23  |
| 6. | Veprovi (Križevci)        | 18 | 3   | 0     | 15  | 32   | 110  | 9   |
| 7. | Tapiri (Zagreb)           | 18 | 2   | 1     | 15  | 43   | 109  | 7   |

#### Doigravanje
| klub1           | rez              | klub2         |
| poluzavršnica   | poluzavršnica    | poluzavršnica |
| --------------- | ---------------- | ------------- |
| Mamuti          | 8:6, 3:7, 5:0    | Okej THD      |
| Vukovi          | 5:4 OT, 2:8, 2:3 | Pula          |
|                 |                  |               |
| za treće mjesto |                  |               |
| Vukovi          | 1:2, 5:4, 4:3    | Okej THD      |
|                 |                  |               |
| za prvo mjesto  |                  |               |
| Mamuti          | 5:6, 3:6         | Pula          |

## Poveznice i izvori
- hrhokej.net, PH u inline hokeju A 2012., pristupljeno 10. siječnja 2015.
- hrhokej.net, Doigravanje PH u inline hokeju A liga 2012., pristupljeno 10. siječnja 2015.
- hrhokrj.net, Prvenstvo Hrvatske u inline hokeju B 2012., pristupljeno 10. siječnja 2015.
- hrhokrj.net, Doigravanje PH u inline hokeju B liga 2012, pristupljeno 10. siječnja 2015.